# Agaña
Agaña (Hagåtña, en chamorro) es la capital de Guam, en el área insular de Estados Unidos, en el extremo sur de las Islas Marianas, al este de las Filipinas. Tiene 1100 habitantes; 15 000 con los tres municipios colindantes (Altos de Agaña, Sinajana y Mongmong-Toto-Maite), que configuran el territorio "real" de la ciudad.
En Agaña se encuentra el Aeropuerto Internacional General Antonio B. Won Pat.
Actualmente un tercio de la isla está ocupada por instalaciones militares del Ejército de Estados Unidos.

## Nombre
Hagåtña fue fundada como San Ignacio de Agaña durante el dominio colonial español sobre las Islas Marianas hasta 1898. Al ser anexionada por los Estados Unidos, dado que el inglés carece del fonema /ñ/ convirtieron el nombre en Agana, pese a la pronunciación en chamorro y español. Tras la obtención de cierta autonomía, en 1998, la Asamblea Legislativa de Guam restauró la forma Agaña, si bien el distrito de Altos de Agaña sigue llamándose Agana Heights.
La forma original, Hagåtña puede significar tanto "su sangre", en el sentido de descendencia, como la frase "mejor que Agat", en referencia a la ciudad situada al sur; ambas variantes dependen de la interpretación del sufijo chamoro  -ña como relativo o comparativo. En cuanto a Hågat significa "sangre" en un sentido genealógico, en cuanto tal es el nombre de una ciudad, la mencionada Agat de donde vinieron los primeros habitantes.

## Historia

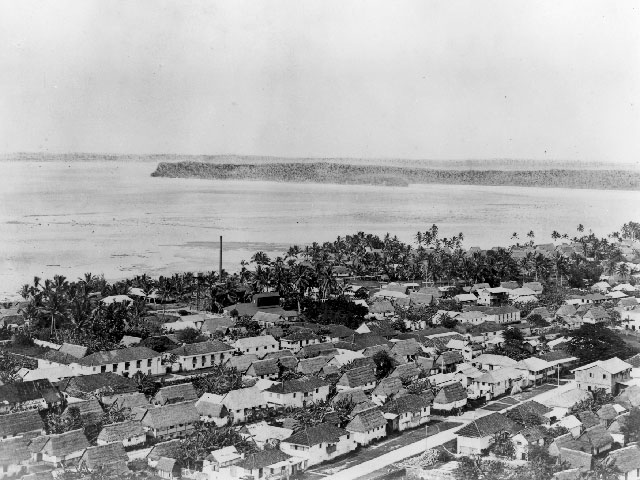
Foto de Agaña tomada poco antes de la Segunda Guerra Mundial.

Agaña fue un destacado pueblo chamorro de Guam en el periodo prehispánico. 
En 1668 el primer misionero español, el sacerdote Diego Luis de San Vitores, llegó a la isla. El jefe Kepuha donó las tierras en Agaña que permitían al padre San Vitores construir la primera iglesia en Guam: la Catedral Basílica del Dulce Nombre de María. Durante la época española Agaña fue la primera y más importante ciudad de Oceanía. Hasta la llegada del gobernador Saravia en 1681 fue gobernada por San Vítores y los jesuitas, que residían en la misión. De 1683 data la primera fortificación de fuerte Santa Guadalupe. En 1686 obtuvo el título de ciudad.
Bajo la dominación española, gran parte de la población indígena de Guam y demás islas Marianas se vio obligada a trasladarse a la ciudad. Los restos de los edificios de la administración española pueden verse en la Plaza de España, anteriormente denominada plaza Magallanes, situada al lado de la catedral de la archidiócesis de Agaña. Sin embargo, los edificios como la real Casa de Palacio, reales Almacenes, el convento, el fuerte de Santa Águeda o el colegio fueron destruidos durante la Segunda Guerra Mundial. Entre los edificios existentes se encuentran la Azotea, la Casa del Chocolate y la Puerta de Tres Arcos. Durante el siglo XVIII se acondicionó el Camino Real que unía Agaña con el puerto de Umatac, donde fondeaba el Galeón de Manila, de esta época son visibles los puentes en piedra de cantería. Con la independencia de México en 1815 cesaron los viajes del Galeón de Manila, cesando la importancia estratégica de Agaña en esta ruta. 

Es la única isla en la vasta extensión del Mar del Sur, salpicado como está de innumerables islas, que tiene una ciudad construida a la europea, con iglesia, fortificaciones, y una población civilizada.
capitán Crozet (1772)

En 1898 y tras la derrota española en la guerra Hispano-Estadounidense Guam fue cedida por España a Estados Unidos. Desde entonces Agaña ha seguido siendo la sede del Gobierno estadounidense insular en virtud de la Administración Naval. 
En 1940, la población de la ciudad había crecido hasta los 10 000 habitantes, albergando así a casi la mitad de los residentes de la isla. Guam fue capturada por los japoneses el 8 de diciembre de 1941, un día después del ataque a Pearl Harbor. Durante 1944 Guam fue liberada de la ocupación japonesa. Durante la Segunda Guerra Mundial, la ciudad fue completamente destruida por los bombardeos navales estadounidenses. Muchos antiguos residentes se establecieron en otras partes de Guam después de la guerra. Como parte del plan de reconstrucción de Guam, la Marina de EE. UU. construyó nuevas calles en la ciudad que pasan a través de zonas existentes y creó muchas parcelas de tierra con múltiples propietarios. Esto ha obstaculizado el desarrollo de la ciudad hasta nuestros días.
Hoy, a pesar de una población residente de solo 1100 personas (menos del 1 % del total de la isla), la ciudad sigue siendo la sede del Gobierno local. Sus lugares históricos son las principales atracciones para los visitantes.

## Geografía
Agaña está situada en la desembocadura del río homónimo, en la costa oeste de Guam. Según la Oficina del Censo de los Estados Unidos, la ciudad tiene una superficie total de 2,6 km². El núcleo urbano se encuentra delimitado por las playas de la Bahía de Agaña, al norte; el río Agaña y los humedales al este; y un acantilado (por encima del cual está el pueblo de Altos de Agaña) al sur.  Varios edificios de oficinas de gran altura están en el centro de la ciudad, mientras que la porción occidental de la ciudad conocida como Anigua es más residencial. A diferencia de muchos pueblos, el centro de Agaña se divide en bloques, con tiendas y pequeños restaurantes en todo el centro de la villa.

## Gobierno

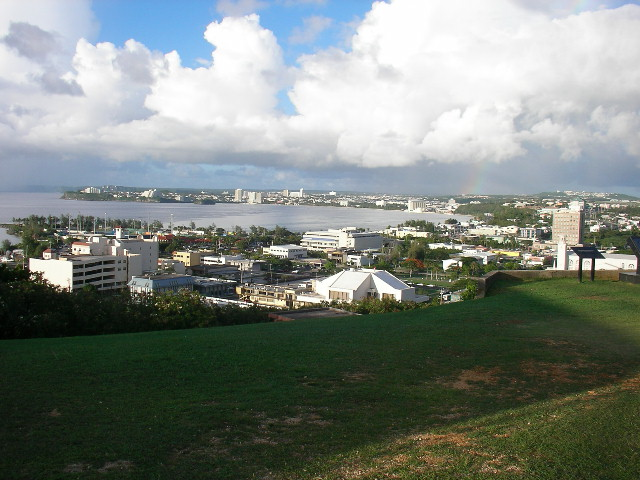
Agaña

Como capital de la isla, la Asamblea, la Oficina del Gobernador y otras oficinas gubernamentales se encuentran en Agaña. Como en todas las aldeas de Guam, el municipio está gobernado por un alcalde electo.
La Casa del Gobierno (en chamorro: Guma I Taotao Guam), tradicionalmente la residencia oficial del gobernador, se sitúa sobre el acantilado, técnicamente dentro del límite de ciudad de Agaña. Adelup, el complejo ejecutivo y oficina del Gobernador de Guam desde 1990, anteriormente era parte de Asan-Maina, antes de ser anexionada a Agaña para que la capital de Guam siguiera siendo la sede del gobierno guameño.

## Educación
El Sistema de Colegios Públicos rige en la totalidad de la isla de Guam.
Colegios en la zona de Agaña:
- Carlos L. Taitano Elementary School (Sinajana)
- José L.G. Ríos Middle School (Piti)
- John F. Kennedy High School (Tamuning)

Entre los colegios privados de Agaña se encuentran:
- Academy of Our Lady of Guam (colegio católico de niñas)
- Harvest Christian Academy (colegio cirstiano en Mongmong-Toto-Maite)

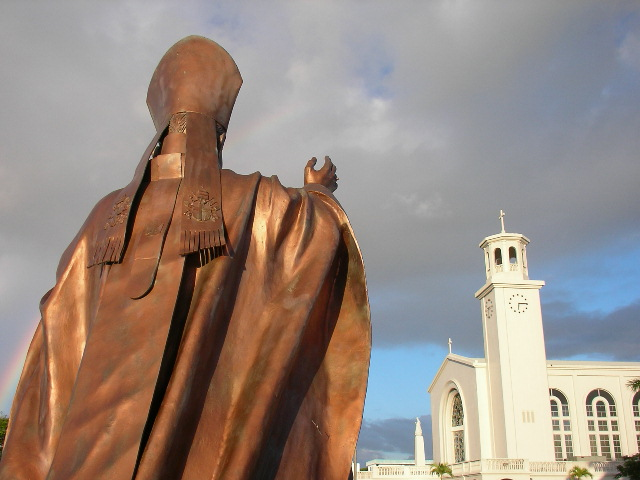
Catedral Basílica del Dulce Nombre de María en Agaña, con una estatua del papa Juan Pablo II en su entrada.

## Edificios de interés
- Catedral Basílica del Dulce Nombre de María, de la arquidiócesis de Agaña, diócesis desde el 14 de octubre de 1965 y archidiócesis desde el 20 de mayo de 1984.
- La Plaza de España.
- El Fuerte Santa Águeda.
- Museo de Guam.
- Centro comercial Agaña.

## Ciudades hermanadas
- Guadalajara, México
- Seúl, Corea del Sur